# David Kehoe
David Kehoe är en tysk skådespelare.

## Filmografi (urval)
- 1996 - Kriegsbilder
- 1995 - The Scarlet Letter
- 1993 - Night Train to Venice
- 1988 - Das Rattennest
- 1985 – Sällskapsresan 2 - Snowroller